# Huang Di
Huang Di (chiń. upr. 黄帝; chiń. trad. 黃帝; pinyin Huángdì; Wade-Giles Huang²-ti⁴; dosł. „Żółty Cesarz”) – legendarny władca i protoplasta Chińczyków, który miał panować w latach 2697-2597 p.n.e. lub 2674-2575 p.n.e. Zaliczany do Trzech Dostojnych i Pięciu Cesarzy, uważany był za wynalazcę pisma, kompasu, koła garncarskiego, pierwszego kalendarza, astronomii, matematyki i medycyny, a w okresie rozwoju taoizmu uznawano go za jednego z głównych jego patronów (często mylono z nim mędrca tej filozofii, Laozi); jego synem był cesarz Zhuanxu.
Huang Di wraz ze swym bratem Yan Di (炎帝) odnosił sukcesy w walkach między konkurującymi plemionami w dolinie Huang He, pokonując w bitwie pod Zhuolu (涿鹿), dążącego do separacji wodza Chi You (蚩尤), późniejsze nieporozumienia rodzinne przyniosły dalsze konflikty i Huang Di zmuszony był walczyć także z Yan Di (zwanym też Ognistym Cesarzem) w bitwie pod Banquan (阪泉) co ostatecznie zagwarantowało mu hegemonię i późniejszą deifikację.
Potomkowie Żółtego Cesarza uważani są za założycieli pierwszej chińskiej dynastii Xia (夏), panującej w latach 2070–1600 p.n.e.
Za czasów dynastii Zhou (周, 1046–256 p.n.e.) czczony był jako najwyższe bóstwo, władca słońca i nieba, a także jako smok lub władca smoków, w szczególności Yinglonga, któremu kazał zabić olbrzyma Kua Fu (夸父) i demona Chi You (w rzeczywistości chodziło o wodza Chi You pokonanego w bitwie pod Zhuolu). Wierzono, iż Huang Di władał także smokiem Jiaolong. Według legendy, przybył kiedyś na zgromadzenie demonów na górze Taishan wozem zaprzęgniętym w słonie i sześć Jiaolong.
Huang Di jest uważany za autora dzieła Huángdì Nèijīng (黄帝内經 Kanony medycyny wewnętrznej Żółtego Cesarza). Składa się ono z dwóch ksiąg: Sùwèn (素問 Księga prostych/podstawowych pytań) i Língshū (靈樞 Oś żywotności), w których zostały opisane: fizjologia, patologia, anatomia, diagnozowanie i leczenie chorób, medycyna zapobiegawcza. 
Małżonka Huang Di, Leizu (嫘祖) czczona była jako bogini piorunów, nauczyła także ludzi hodowli i nawijania jedwabiu oraz zrobiła dla nich parasol, aby nie mokli w deszczu. 
Chińczycy z wdzięczności zbudowali Żółtemu Cesarzowi mauzoleum (Huangdi Ling 黃帝陵), znajduje się ono w Qiaoshan (橋山), w powiecie Huanlin (黃陵縣), w prowincji Shaanxi (陕西).